# Peter Materna
Peter Materna (* 1965) ist ein deutscher Jazzmusiker (Alt-, Tenor- und Sopransaxophon, Komposition).

## Wirken
Materna studierte an der Hochschule für Musik und Tanz Köln und der Folkwang-Hochschule Essen klassisches und Jazz-Saxophon bis zu seinem Abschluss 1992. Während des Studiums gehörte er dem Bundesjazzorchester an.
Materna begann 1988 mit eigenem Trio zu arbeiten, für das er zunächst einen Kompositionsauftrag der Internationalen Ludwig-van-Beethoven-Stiftung erhielt. 1989 gründete er sein eigenes Quartett, das in gleicher Besetzung 20 Jahre zusammenarbeitete. 1992 erschien sein Debüt-Album, „Jazz Contract“, dem elf weitere folgten. Er arbeitete auch mit der Kelly Family.
Seit 2010 ist Materna auch künstlerischer Leiter und Geschäftsführer des Jazzfest Bonn.

## Diskographische Hinweise
- The Kiss (JazzLine 2021, mit Lisa Wulff, Silvan Strauss)[1]
- Saxophone Solo (JazzHausMusik, 2019)[2]
- Peter Materna, Florian Weber, Henning Sieverts Colours of Spring (Enja 2013)[3]
- Solo at Arp Museum Bahnhof Rolandseck (JazzHausMusik 2012)
- Peter Materna Trio The Dancer (Enja 2011, mit Henning Sieverts, Yayo Morales)
- Peter Materna Quartet After the Rain (CMR 1998, mit Martin Scholz, Michael Gerards, Benny Mokross)